# Championnat d'Islande de football de deuxième division 2002
Navigation
Saison précédente Saison suivante
La saison 2002 de 2. Deild est la 48e édition de la deuxième division islandaise. Les 10 clubs jouent les uns contre les autres lors de rencontres disputées en matchs aller et retour. Les 2 premiers du classement en fin de saison sont promus en 1. Deild, tandis que les deux derniers sont relégués en 3. Deild.
Ce sont deux clubs de la capitale, Reykjavik, le Þróttur et le Valur, qui sont promus en première division en fin de saison. Le Valur parvient à remonter une saison seulement après sa relégation tandis que le Þróttur achève un séjour de quatre ans dans l'antichambre de l'élite.
En bas de classement, l'IR Reykjavik, présent depuis quatre saisons à ce niveau et l'un des promus de 3. Deild, le Sindri Höfn, sont relégués dès la fin de la saison en 3e division.
À la suite de la fusion entre le Leiftur Ólafsfjörður et le club de Dalvík/Reynir, un troisième club de 3. Deild est promu cette saison. C'est la formation d'Afturelding Mosfellsbær qui bénéficie de cette place supplémentaire.

## Compétition

### Classement
Le barème de points servant à établir le classement se décompose ainsi :
- Victoire : 3 points
- Match nul : 1 point
- Défaite : 0 point

| Rang | Équipe                   | Pts | J  | G  | N | P  | Bp | Bc | Diff |
| ---- | ------------------------ | --- | -- | -- | - | -- | -- | -- | ---- |
| 1    | Valur ReykjavikR         | 39  | 18 | 12 | 3 | 3  | 34 | 12 | +22  |
| 2    | Þróttur Reykjavik        | 33  | 18 | 10 | 3 | 5  | 40 | 21 | +19  |
| 3    | Stjarnan Gardabaer       | 33  | 18 | 10 | 3 | 5  | 37 | 28 | +9   |
| 4    | Afturelding MosfellsbærP | 27  | 18 | 7  | 6 | 5  | 30 | 29 | +1   |
| 5    | Víkingur Reykjavik       | 25  | 18 | 7  | 4 | 7  | 29 | 28 | +1   |
| 6    | Haukar HafnarfjörðurP    | 24  | 18 | 6  | 6 | 6  | 26 | 22 | +4   |
| 7    | Breiðablik KopavogurR    | 23  | 18 | 7  | 2 | 9  | 29 | 31 | -2   |
| 8    | Leiftur/Dalvik           | 18  | 18 | 4  | 6 | 8  | 25 | 34 | -9   |
| 9    | IR Reykjavik             | 16  | 18 | 4  | 4 | 10 | 15 | 39 | -24  |
| 10   | Sindri HöfnP             | 12  | 18 | 3  | 3 | 12 | 14 | 35 | -21  |

|  | Promu en 1. Deild                             |
|  | Relégation en 3. Deild                        |
|  | P : Promu de 3. Deild R : Relégué de 1. Deild |

## Bilan de la saison
| Promotion et relégation |                                   |
| Relégué en 3. Deild     | IR Reykjavik Sindri Höfn          |
| Promu en 1. Deild       | Valur Reykjavik Þróttur Reykjavik |

## Meilleurs buteurs
| # | Buteurs                   | Clubs                   | Nb de Buts |
| - | ------------------------- | ----------------------- | ---------- |
| 1 | Þorvaldur Már Guðmundsson | Afturelding Mosfellsbær | 12         |
| 2 | Brynjar Sverrisson        | Þróttur Reykjavik       | 11         |
| 3 | Sævar Eyjólfsson          | Haukar Hafnarfjörður    | 9          |
| 4 | Björgólfur Takefusa       | Þróttur Reykjavik       | 8          |
| 4 | Magnús Már Lúðvíksson     | Valur Reykjavik         | 8          |
| 4 | Sigurbjörn Hreiðarsson    | Valur Reykjavik         | 8          |